# Plecodus
Plecodus – rodzaj słodkowodnych ryb okoniokształtnych z rodziny pielęgnicowatych (Cichlidae). Żywią się łuskami innych ryb.

## Występowanie
Gatunki endemiczne jeziora Tanganika w Afryce Wschodniej.

## Klasyfikacja
Gatunki zaliczane do tego rodzaju:
- Plecodus elaviae
- Plecodus multidentatus
- Plecodus paradoxus
- Plecodus straeleni

Gatunkiem typowym rodzaju jest Plecodus paradoxus.